# Elina Knihtilä

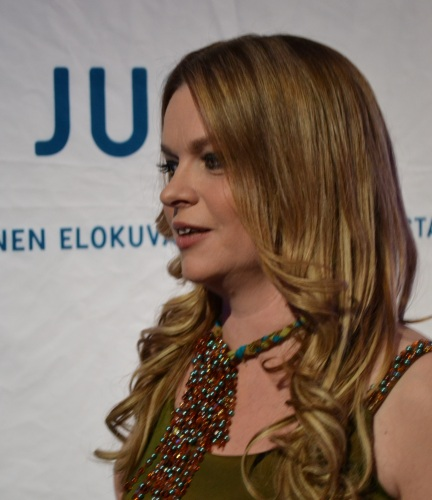
Elina Knihtilä (2010)

Mari Elina Knihtilä (* 6. Juni 1971 in Valkeala) ist eine finnische Schauspielerin und Synchronsprecherin.

## Leben
Mari Elina Knihtilä beendete 1996 ihr Schauspielstudium an der Theaterakademie Helsinki. Anschließend spielte sie mehrere Jahre am Theater. Ihr Leinwanddebüt gab sie bereits 1996 in der Hauptrolle der Henna in der von Sakari Kirjavainen inszenierten Komödie Viisasten kivi an der Seite von Heikki Kujanpää und ihrem späteren Lebensgefährten, dem Schauspieler Tommi Korpela. Seit 1997 haben beide einen gemeinsamen Sohn.
Knihtilä war bisher vier Mal für den nationalen finnischen Filmpreis Jussi nominiert. Drei Nominierungen erhielt sie für ihre Darstellungen in Matti,  Haarautuvan rakkauden talo und  Hyvä poika, wobei sie für letztere 2012 die Auszeichnung erhielt. Eine zweite Auszeichnung als Beste Nebendarstellerin erhielt sie 2009 für ihre Darstellung der Aila Meriluoto in dem von Heikki Kujanpää inszenierten Drama Putoavia enkeleitä.
Als Synchronsprecherin wurde Knihtilä bekannt, weil sie die finnische Stimme von Terk in den Disney-Produktionen Tarzan, Tarzan & Jane, Tarzan 2 und der dazugehörigen Fernsehserie Die Legende von Tarzan ist.

## Filmografie (Auswahl)
- 1996: Viisasten kivi
- 2004: Das Babyprojekt – Producing Adults (Lapsia ja aikuisia – Kuinka niitä tehdään?)
- 2006: Matti
- 2008: Niko – Ein Rentier hebt ab (Niko – Lentäjän poika)
- 2008: Putoavia enkeleitä
- 2009: Haarautuvan rakkauden talo
- 2011: Die Nacht der Jäger (Jägarna 2)
- 2011: Hyvä poika
- 2012: Niko 2 – Kleines Rentier, großer Held (Niko 2 – Lentäjäveljekset)
- 2025: Rörelser